# Paul Endacott
Paul Endacott (* 13. Juli 1902 in Lawrence, Kansas; † 8. Januar 1997) war ein US-amerikanischer Basketballspieler. Er spielte in den Jahren 1919 bis 1923 für das College-Basketballteam der University of Kansas. In dieser Zeit wurde er von Phog Allen trainiert, der 1923 mit Endacott als Spielführer des Teams in dessen letzten Collegejahr die Meisterschaft der Helms Athletic Foundation gewann. 1972 wurde Paul Endacott für seine sportlichen Leistungen in die Naismith Memorial Basketball Hall of Fame berufen.

## Spieler
Endacott erlernte den Sport vom Erfinder des Basketballs, James Naismith. Bekannt wurde er in seiner Zeit im Team der Kansas Jayhawks vor allem für seine Verteidigungskünste. Sein Trainer Phog Allen, der selbst 1959 in die Naismith Memorial Hall of Fame aufgenommen wurde, bezeichnete Endacott als den besten Spieler, den er je trainiert hätte.

## Nach dem Sport
Direkt nach dem Ende seiner Sportkarriere begann Endacott für den Mineralölkonzern Phillips Petroleum zu arbeiten, wo er Karriere machte. Er arbeitete dort ununterbrochen bis 1967 und wurde unter anderem Geschäftsführer.

## Auszeichnungen
- Helms Athletic Foundation, Spieler des Jahres 1923
- Mitglied der Naismith Memorial Basketball Hall of Fame